# Thallóczy János
Thallóczy János horvátul: Ivan Talovac 15. századi horvát nemes volt, a Tallóci nemesi család tagja. 1439-től 1445-ig (haláláig) Vrána városának priorjaként szolgált, Szlavóniában.

## Családja
A Thallóczy (horvátul Talovac) család tagja volt, akik magyar vazallusok voltak, és befolyásos horvát család a horvátországi Cetina régióban. Testvére Matija vagy Tallóci Matko volt, aki az akkori magyar vazallus Stefan Lazarević szerb despota udvaránál szolgált.

## Katonai karrierje
Thallóczy 1440-ben lett Nándorfehérvár, az akkor magyar tulajdonú mai Belgrád kasztellánja(várnagya), amikor testvére, Matko szlavóniai bánként szolgált (1435-től). Másik testvére, Franko Talovac (magyarul: Franko Thallóczi alias de Ragusio) követte a nándorfehérvári kasztelláni posztot.  Harmadik testvére, Petar Talovac szintén horvát bán is volt. Elképzelhető, hogy Thallóczy a saját érdemei mellett a nándorfehérvári helytartói tisztséget is a magyar udvari kapcsolatoknak köszönhette.
1440-ben Thallóczy sikeres katonatiszt volt, mint a többnyire helyi szerbekből álló magyar erők parancsnoka Belgrád akkori oszmán ostrománál. A helyőrséget a horvátországi Thallóczy csapatain (körülbelül 500 fős) kívül cseh és olasz zsoldosok is megerősítették, akik íjászok voltak. A helyi szerb lakosság is segítette a védőket Iván nem volt azonnal tisztában az oszmán erők méretével, és kezdetben az volt a szándéka, hogy legyőzze őket a nyílt csatatéren. Amikor kiment a kastélyból, és rájött, hogy erői hátrányban vannak az oszmánokhoz képest, visszavonult a városba. A csata során Thallóczy erői a történelem során először használtak puskákat az oszmánok ellen. 1445-ben Witovetz János legyőzte és a seregével együtt megölte. 

## 1440 után
1441 után Thallóczy (Talovac) a Dubica Župa zsupánja volt. 1442 decemberében Cetina grófjaként emlegették Horvátországban. Talovac egyben Vrana priorja is volt, 1439 és 1445 között. 
Pakrac  első helytartójaként, valamint a Szent János Lovagrend tagja is volt. 1445-ben belháborúban halt meg Vitovec Jánossal való összecsapásban. 